# Hauterive (Fribourg)

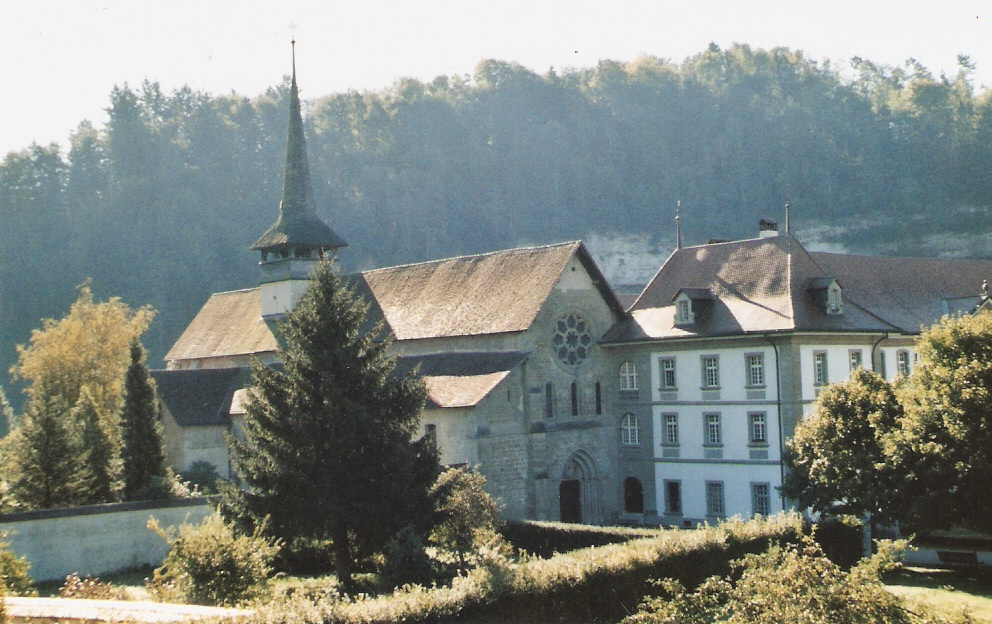
Abbey Hauterive

Hauterive is een gemeente en plaats in het Zwitserse kanton Fribourg, en maakt deel uit van het district Saane/Sarine.
Hauterive telt 2.513 inwoners.